# صوفيا إسكوبار
صوفيا إسكوبار (بالبرتغالية: Sofia Escobar‏) هي ممثلة برتغالية، ولدت في 29 نوفمبر 1984 في غيمارايش في البرتغال.

## وصلات خارجية
- صوفيا إسكوبار على موقع IMDb (الإنجليزية)